# Lucien Lux

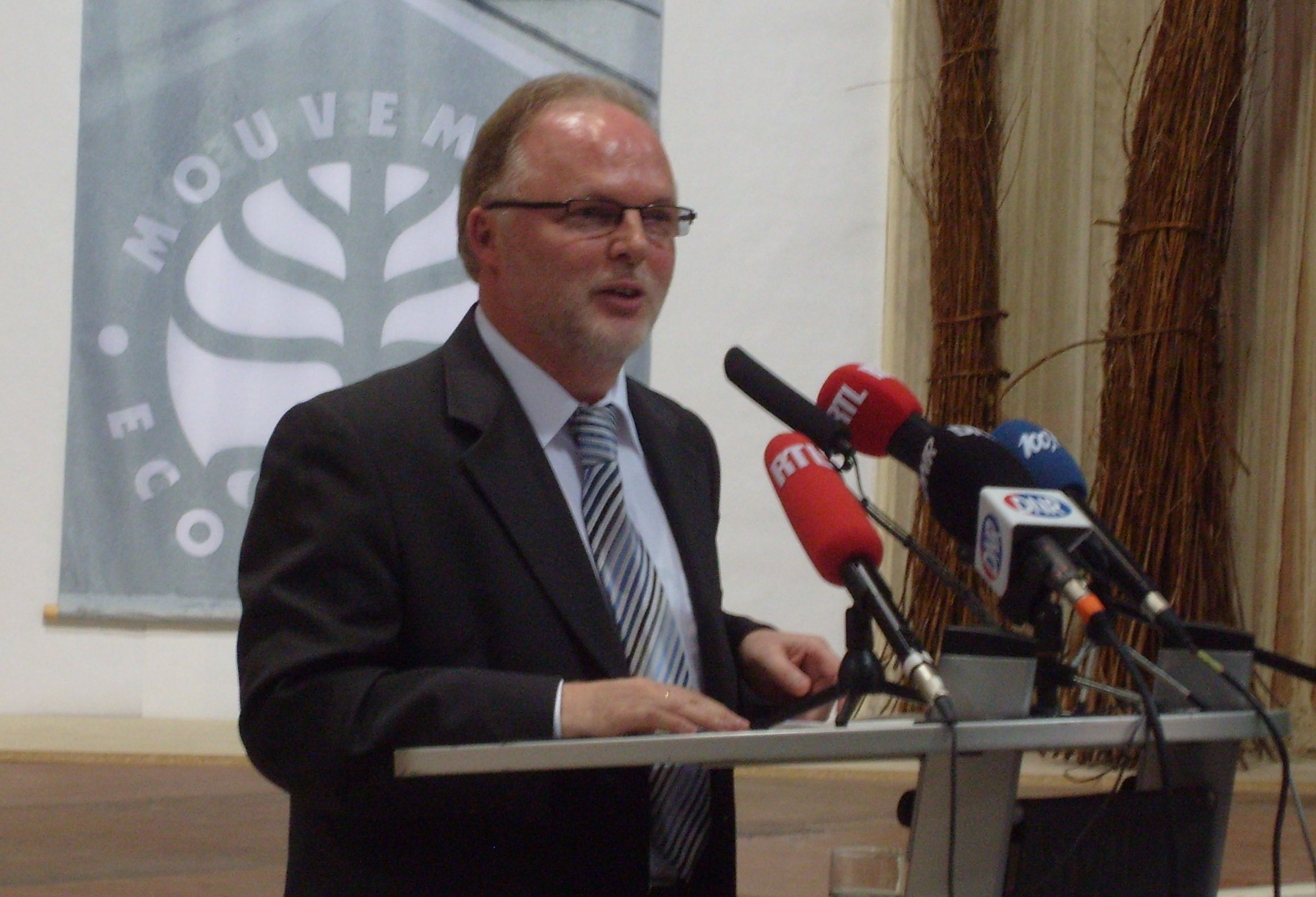
Lucien Lux eröffnet die Oeko-Foire 2008

Lucien Lux (* 13. September 1956 in Ulflingen) ist ein luxemburgischer LSAP-Politiker.
Lucien Lux arbeitete zunächst bei der Eisenbahn und wurde 1978 Gewerkschaftssekretär des OGB-L. 1989 wurde er erstmals für die LSAP als Abgeordneter ins luxemburgische Parlament gewählt. 2002 wurde er Generalsekretär seiner Partei und war als solcher verantwortlich für die Organisation der Wahlen von 2004 für die LSAP.  Auf kommunaler Ebene war er von 1988 bis 2004 Bürgermeister in Bettemburg. Den Bürgermeisterposten sowie das Abgeordnetenmandat trat er ab, als er in die Regierung Juncker-Asselborn I berufen wurde. Er hatte vom 31. Juli 2004 bis zum 27. Juli 2009 das Amt des Umwelt- und Verkehrsministers inne. Von 2009 bis 2013 war er wieder Abgeordneter im Parlament. Bei den Parlamentswahlen 2013 wurde er nicht wieder gewählt. Seit Ende 2013 ist er Mitglied des Staatsrates.
Lucien Lux ist verheiratet und Vater von zwei Kindern.

## Ehrungen
- 2005: Großkreuz des Ordens des Infanten Dom Henrique

| Personendaten    | Personendaten                    |
| ---------------- | -------------------------------- |
| NAME             | Lux, Lucien                      |
| KURZBESCHREIBUNG | luxemburgischer Politiker (LSAP) |
| GEBURTSDATUM     | 13. September 1956               |
| GEBURTSORT       | Ulflingen                        |